# Javier García Duchini
Javier Fernando García Duchini (Montevideo, 28 de novembre de 1963) és un metge i polític uruguaià pertanyent al Partit Nacional.
Va ser diputat (1995-2000, 2005-2015) i senador (dès 2015).